# Sigmodontomys
Sigmodontomys är ett släkte hamsterartade gnagare med två arter som förekommer i Central- och Sydamerika.
Arterna är:
- Sigmodontomys alfari hittas från sydligaste Honduras till västra Venezuela, västra Colombia och norra Ecuador, den listas av IUCN som livskraftig (LC).
- Sigmodontomys aphrastus är bara känd från flera från varandra skilda områden i Costa Rica, Panama och Ecuador, den listas med kunskapsbrist (DD).

## Beskrivning
Dessa gnagare räknades tidigare till risråttor eller vattenrisråttor och klassificeras nu vanligen som ett självständigt släkte. De når en kroppslängd (huvud och bål) av 11 till 15 cm. Svansen är hos S. alfari 15 till 19 cm lång och har en gråbrun färg. Hos den andra arten är svansen cirka 23 cm lång och svartaktig. Pälsens färg på djurens ovansida är gulbrun till orangebrun och buken ljusare i samma färg eller ljusgrå till vit.
Individerna vistas i låglandet och på upp till 1 000 meter höga bergstrakter. Regionen är täckt av fuktiga skogar.
S. alfari är troligen nattaktiv och kan simma.